# Пілар Дель Рьйо
Марія Дель Пілар Дель Рьйо Санчез (ісп. María del Pilar del Río Sánchez; 15 березня 1950, Кастріль) — іспанська журналістка, письменниця, перекладачка. Була дружиною Жозе Сарамаґу, класика світової літератури, володаря багатьох літературних премій та нагород, у тому числі і Нобелівської премії в галузі літератури 1998 року. Очолює Фонд Жозе Сарамаґу.

## Біографія
Народилася в муніципалітеті Кастріль в Іспанії у 1950 році у родині Антоніо та Кармен. Найстарша із п'ятнадцяти дітей. Працювала журналісткою на телебаченні.
У 1986 році познайомилась із португальським письменником Жозе Сарамаґу після того, як прочитала всі його книги, перекладені іспанською. Пара одружилась за два роки, в 1988 році, та оселилась у Лісабоні. У 1993 році сім'я переїхала на Лансароте, острів у складі Канарських островів, провінції Лас-Пальмас.
Прожила із Жозе Сарамаґу до його смерті у 2010 році. Авторка багатьох перекладів творів Сарамаґу на іспанську мову. У 2010 році, після смерті чоловіка, Пілар Дель Рьйо стала громадянкою Португалії.
Є президенткою Фонду Жозе Сарамаґу.